# Spartaco Schergat (F 598)
La Spartaco Schergat (F 598) è una fregata missilistica della Marina Militare, undicesima unità della classe Bergamini, nona per la marina militare italiana e prima unità tipo FREMM ASW Enhanced, ha le capacità del tipo FREMM ASW insieme ad alcune dotazioni del tipo General Purpose. È intitolata al capo palombaro di
2ª classe (sottufficiale) medaglia d’oro al valor militare Spartaco Schergat.

## Storia
La Marina Militare ha deciso di intitolare a Spartaco Schergat la fregata missilistica FREMM F598 (costruzione 6276), unità navale varata il 26 gennaio 2019, la cui entrata in servizio era prevista per il 2020, ma che invece è stata ceduta alla Marina Egiziana ed a dicembre 2020 è entrata in servizio col nome di Al-Galala.
Nonostante questo, la Marina non ha rinunciato al proposito: infatti il 24 novembre 2023 è stata varata un'altra fregata tipo FREMM (è stato programmato di acquisirne in tutto 10 esemplari), sempre con il distintivo ottico F598 (costruzione 6337) e intitolata a Spartaco Schergat.

### Il varo
Ha avuto luogo la cerimonia del varo il 23 Novembre 2023, presso gli stabilimenti Fincantieri di Riva Trigoso (GE).
Madrina del varo è stata la dott.ssa Arianna Somma, nipote della Medaglia d’oro al Valor Militare Spartaco Schergat, dal quale prende il nome la nave.

## Attività operativa
Consegnata soltanto in aprile alla marina militare italiana, la nave partecipa alla sua prima operazione in ambito internazionale terminando il 27 luglio 2025. Tale attività prevedeva l’integrazione nel Carrier Strike Group 12 (CSG-12) formato da:
- USS Gerald R. Ford, la più grande e moderna portaerei della Marina USA
- Due cacciatorpediniere classe Arleigh Burke USS Churchill e USS Bainbridge, appartenenti al Destroyer Squadron 2. La fregata si è unita al CSG-12 partendo dallo stretto di Gibilterra fino al Mar Adriatico per la partecipazione delle navi statunitensi alla NATO Neptune Strike 25-2[4].

## Caratteristiche

### Sistemi d'arma
- 8 missili Teseo Mk2/A ASuW e per obiettivi navali/terrestri;

- 16 celle VLS Sylver per MBDA Aster 15 e 30 (antiaerei e antimissile);

- predisposizione per ulteriori 16 celle VLS Sylver;

- Artiglieria = 1 cannone multiruolo Oto Melara da 127/64 mm 
- 1 x Cannoni 76/62 Super Rapido (capacità di sparare munizioni DAVIDE);

- 2 mitragliere OTO Melara KBA 25/80;

- 2 lanciatori SLAT per inganni anti-siluro;

- 2 lanciarazzi SCLAR-H per inganni ECM e bombardamento costiero;

- 2 sistemi tri-tubo per lancio siluri MU-90.

### Comando e Controllo
- Radar scoperta aerea: MFRA;

- Radar scoperta superficie: MM SPS - 791;

- Radar navigazione: LPI SPN-730;

- Sonar scoperta: UMS 4110 CL;

- Sonar navigazione: MAS;

- Sistema Comando e controllo: CMS.